# 屈尼格爾山
48°10′51″N 16°17′21″E / 48.18083°N 16.28917°E

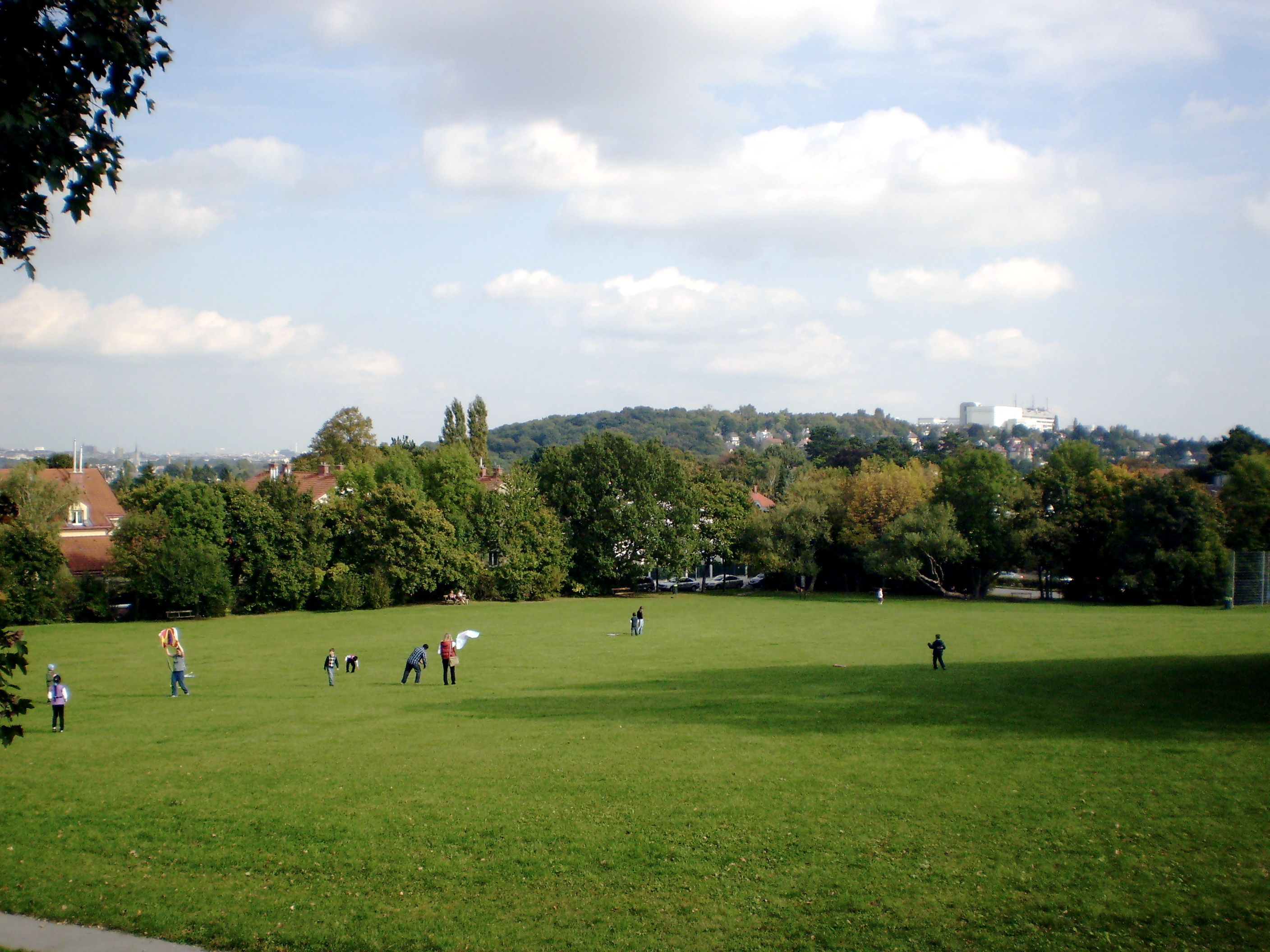

屈尼格爾山（德語：Küniglberg），是奧地利的山峰，位於該國東北部，由維也納負責管轄，屬於維也納林山的一部分，距離羅特山1.5公里，海拔高度261米，每年平均降雨量904毫米。